# Mistrzostwa Świata w Biegu na Orientację 2009
Mistrzostwa Świata w Biegu na Orientację 2009 – zostały rozegrane w dniach 16-23 sierpnia 2009 roku w okolicach Miszkolcu (Węgry). 

## Program zawodów
| Dzień       | Konkurencja                   | Miejsce            |
| ----------- | ----------------------------- | ------------------ |
| 16 sierpnia | kwalifikacje – średni dystans | Bükkszentkereszt   |
| 17 sierpnia | kwalifikacje – długi dystans  | Bükkszentkereszt   |
| 19 sierpnia | finał – średni dystans        | Bánkút             |
| 20 sierpnia | kwalifikacje – sprint         | Miszkolc           |
| 20 sierpnia | finał – sprint                | Miszkolc           |
| 21 sierpnia | sztafety                      | Bánkút             |
| 23 sierpnia | finał – długi dystans         | Szögliget – Derenk |

## Wyniki

### Kobiety

#### Sprint
| Sprint                                                                 | Sprint     | Sprint            | Sprint  |
| ---------------------------------------------------------------------- | ---------- | ----------------- | ------- |
| Parametry trasy: 2,62 km, 18 punktów kontrolnych, 105 m przewyższenia. |            |                   |         |
| Miejsce                                                                | Kraj       | Imię i nazwisko   | Czas    |
| 1                                                                      | Szwecja    | Helena Jansson    | 15:07,8 |
| 2                                                                      | Szwecja    | Linnea Gustafsson | 15:49,7 |
| 3                                                                      | Szwajcaria | Simone Niggli     | 15:54,7 |

#### Średni dystans
| Średni dystans                                                         | Średni dystans | Średni dystans    | Średni dystans |
| ---------------------------------------------------------------------- | -------------- | ----------------- | -------------- |
| Parametry trasy: 5,34 km, 22 punktów kontrolnych, 235 m przewyższenia. |                |                   |                |
| Miejsce                                                                | Kraj           | Imię i nazwisko   | Czas           |
| 1                                                                      | Czechy         | Dana Brožková     | 37:09          |
| 2                                                                      | Norwegia       | Marianne Andersen | 37:19          |
| 3                                                                      | Szwajcaria     | Simone Niggli     | 37:58          |

#### Długi dystans
| Długi dystans                                                           | Długi dystans | Długi dystans     | Długi dystans |
| ----------------------------------------------------------------------- | ------------- | ----------------- | ------------- |
| Parametry trasy: 11,79 km, 27 punktów kontrolnych, 490 m przewyższenia. |               |                   |               |
| Miejsce                                                                 | Kraj          | Imię i nazwisko   | Czas          |
| 1                                                                       | Szwajcaria    | Simone Niggli     | 1:17:26       |
| 2                                                                       | Norwegia      | Marianne Andersen | 1:19:17       |
| 3                                                                       | Finlandia     | Minna Kauppi      | 1:19:36       |

#### Sztafety
| Sztafety | Sztafety  | Sztafety                                                                     | Sztafety |
| --- | --------- | ---------------------------------------------------------------------------- | -------- |
| I zmiana: 4,88 km, 15 punktów kontrolnych, 190 m przewyższenia; II zmiana: 6,94 km, 18 punktów kontrolnych, 260 m przewyższenia; III zmiana: 7,19 km, 19 punktów kontrolnych, 270 m przewyższenia. |           |                                                                              |          |
| Miejsce | Kraj      | Imię i nazwisko                                                              | Czas     |
| 1 | Norwegia  | 1. Betty Ann Bjerkreim Nilsen 2. Anne Margrethe Hausken 3. Marianne Andersen | 2:13:10  |
| 2 | Szwecja   | 1. Karolina Hojsgaard 2. Kajsa Nilsson 3. Helena Jansson                     | 2:13:28  |
| 3 | Finlandia | 1. Bodil Holmstrom 2. Merja Rantanen 3. Minna Kauppi                         | 2:15:25  |

### Mężczyźni

#### Sprint
| Sprint                                                                 | Sprint     | Sprint          | Sprint  |
| ---------------------------------------------------------------------- | ---------- | --------------- | ------- |
| Parametry trasy: 3,15 km, 22 punktów kontrolnych, 125 m przewyższenia. |            |                 |         |
| Miejsce                                                                | Kraj       | Imię i nazwisko | Czas    |
| 1                                                                      | Rosja      | Andrey Khramov  | 15:10,6 |
| 2                                                                      | Szwajcaria | Fabian Hertner  | 15:36,1 |
| 3                                                                      | Szwajcaria | Daniel Hubmann  | 15:38,2 |

#### Średni dystans
| Średni dystans                                                         | Średni dystans | Średni dystans    | Średni dystans |
| ---------------------------------------------------------------------- | -------------- | ----------------- | -------------- |
| Parametry trasy: 6,57 km, 25 punktów kontrolnych, 275 m przewyższenia. |                |                   |                |
| Miejsce                                                                | Kraj           | Imię i nazwisko   | Czas           |
| 1                                                                      | Francja        | Thierry Gueorgiou | 37:14          |
| 2                                                                      | Szwajcaria     | Daniel Hubmann    | 37:42          |
| 3                                                                      | Szwajcaria     | Mathias Merz      | 34:27          |

#### Długi dystans
| Długi dystans                                                           | Długi dystans | Długi dystans     | Długi dystans |
| ----------------------------------------------------------------------- | ------------- | ----------------- | ------------- |
| Parametry trasy: 17,55 km, 33 punktów kontrolnych, 750 m przewyższenia. |               |                   |               |
| Miejsce                                                                 | Kraj          | Imię i nazwisko   | Czas          |
| 1                                                                       | Szwajcaria    | Daniel Hubmann    | 1:36:31       |
| 2                                                                       | Francja       | Thierry Gueorgiou | 1:38:26       |
| 3                                                                       | Włochy        | Mikhail Mamleev   | 1:40:40       |

#### Sztafety
| Sztafety | Sztafety   | Sztafety                                                  | Sztafety |
| --- | ---------- | --------------------------------------------------------- | -------- |
| I zmiana: 5,96 km, 17 punktów kontrolnych, 240 m przewyższenia; II zmiana: 8,76 km, 22 punktów kontrolnych, 350 m przewyższenia; III zmiana: 8,72 km, 23 punktów kontrolnych, 350 m przewyższenia. |            |                                                           |          |
| Miejsce | Kraj       | Imię i nazwisko                                           | Czas     |
| 1 | Szwajcaria | 1. Baptiste Rollier 2. Daniel Hubmann 3. Matthias Merz    | 2:22:48  |
| 2 | Rosja      | 1. Dmitriy Tsvetkov 2. Valentin Novikov 3. Andrey Khramov | 2:25:12  |
| 3 | Finlandia  | 1. Topi Anjala 2. Tero Fohr 3. Mats Haldin                | 2:25:14  |

## Klasyfikacja medalowa
| Miejsce | Państwo    | Złote | Srebrne | Brązowe | Suma |
| ------- | ---------- | ----- | ------- | ------- | ---- |
| 1       | Szwajcaria | 3     | 2       | 4       | 9    |
| 2       | Szwecja    | 1     | 2       | -       | 3    |
| 2       | Norwegia   | 1     | 2       | -       | 3    |
| 4       | Rosja      | 1     | 1       | -       | 2    |
| 4       | Francja    | 1     | 1       | -       | 2    |
| 6       | Czechy     | 1     | -       | -       | 1    |
| 7.      | Finlandia  | -     | -       | 3       | 3    |
| 8       | Włochy     | -     | -       | 1       | 1    |